# Station Pont-de-Claix
Station Pont-de-Claix is een spoorwegstation in de Franse gemeente Pont-de-Claix.